# Presian I.
Presian, auch Presijan (bulgarisch Персиан, bzw. Пресиян), war zwischen 836 und 852 Herrscher (Khan) von Bulgarien aus dem Hause Krum. Er war Sohn des Boljaren Zwiniza und Neffe des Khans Malamir. Unter seiner Herrschaft schrumpfte der byzantinische Machtbereich auf der Balkanhalbinsel weiter; vor allem das antike Makedonien kam unter die Kontrolle des bulgarischen Reiches.
Er ist Namensgeber für den Presian Ridge auf der Livingston-Insel in der Antarktis.